# Кок, Фрэнсис
Фрэнсис Кок (англ. Frances Coke; август 1602, Лондон, Королевство Англия — 4 июня 1645, Оксфорд, Королевство Англия) — английская аристократка, дочь Эдварда Кока, жена Джона Вильерса, виконта Пурбека. Известна в первую очередь в связи с сексуальным скандалом, который упоминается в литературе как «дело леди Пурбек»: оставаясь формально женой виконта, она родила сына от сэра Роберта Говарда.

## Биография
Фрэнсис Кок родилась в 1602 году в семье видного английского юриста сэра Эдварда Кока и его второй жены Элизабет Сесил. В 1617 году отец обручил её с Джоном Вильерсом, старшим братом королевского фаворита Джорджа Вильерса, 1-го герцога Бекингема. За счёт этого брака сэр Эдвард надеялся снова обрести расположение короля Якова I, годом ранее лишившего его должности лорда главного судьи Англии и Уэльса и места в Тайном совете.
Леди Элизабет и сама Фрэнсис были категорически против этого брака (предположительно из-за того, что Вильерса считали сумасшедшим). Без ведома сэра Эдварда Фрэнсис увезли из семейного поместья и передали родственникам её матери; планировалось позже обручить её с Генри де Вером, 18-м графом Оксфордом. Однако Кок случайно нашёл дочь и заставил её согласиться на замужество. Ходили слухи, что Фрэнсис привязали к кровати и жестоко пороли чтобы добиться её согласия. В сентябре 1617 года в Хэмптон-корте в присутствии королевской семьи состоялось венчание. Очевидцы вспоминали, что Фрэнсис заплакала в тот момент, когда жених взял её за руку.
В 1619 году Джон получил титул виконта, и леди Фрэнсис соответственно стала виконтессой. Брак был несчастливым и в 1621 году фактически распался. Тем не менее в октябре 1624 года леди Фрэнсис родила сына, названного Робертом. По слухам, отцом ребёнка был сэр Роберт Говард, сын Томаса Говарда, 1-го графа Саффолка. В январе 1625 года Яков I подписал ордер на судебное разбирательство по делу о супружеской измене, причём в роли инициатора явно выступил герцог Бекингем: он обвинял невестку не только в прелюбодеянии, но и в колдовстве. В феврале 1625 года герцог добился отправки Говарда во Флитскую тюрьму, а виконтесса оказалась под домашним арестом в доме лондонского олдермена. В 1627 году её осудили за «невоздержанность» 19 голосами из 20, причём в числе судей был поэт Джон Донн, в то время декан собора Святого Павла. Леди Фрэнсис должна была выполнить епитимью, простояв босой и в белой сорочке в Савойской церкви, и выплатить штраф в 333 фунта стерлингов.
Из-за невыполненной епитимьи виконтесса снова попала под домашний арест. Тогда она бежала на континент, переодевшись мальчиком-пажом, и несколько лет прожила в Париже, где приняла католичество. В 1640 году леди Фрэнсис обратилась в Палату лордов с прошением о возврате приданого в 10 тысяч фунтов стерлингов, присвоенного Вильерсами, но, по-видимому, получила отказ. Позже она вернулась в Англию и умерла от болезни в Оксфорде во время второй осады этого города 4 июня 1645 года. Леди Элизабет похоронили в университетской церкви Девы Марии.
Сэр Кенелм Дигби писал о виконтессе во времена её парижского изгнания: «Я не видел ни у одной женщины, которую я знаю, больше благоразумия, миловидности, добродушия, чести и храбрости, чем у этой несчастной леди». Историк Артур Уилсон писал в 1653 году, что леди Фрэнсис была «дамой необычайной красоты».
Сын виконтессы Роберт, носивший в разные периоды жизни фамилии Райт, Вильерс и Дэнверс, в 1658 году официально отказался от претензий на имущество номинального отца. В 1660 году, сразу после реставрации монархии, Палата лордов всё же признала его виконтом Пурбеком, но в 1674 году констатировала, что Роберт является внебрачным сыном и не имеет прав на титул.
В британском мини-сериале 2024 года «Мэри и Джордж» леди Фрэнсис сыграла Амелия Гетинг.